# بورتون (کانزاس)
بورتون (به انگلیسی: Burrton) شهری در ایالت کانزاس کشور ایالات متحده آمریکا است که جمعیت آن در سرشماری سال ۲۰۱۰ میلادی، ۹۰۱ نفر بوده‌است.